# Шакриз
Шакриз (фр. Chacrise) насеље је и општина у североисточној Француској у региону Пикардија, у департману Ен (Пикардија) која припада префектури Соасон.
По подацима из 2011. године у општини је живело 313 становника, а густина насељености је износила 24,57 становника/km². Општина се простире на површини од 12,74 km². Налази се на средњој надморској висини од 85 метара (максималној 173 m, а минималној 65 m).

## Демографија
| 1962. | 1968. | 1975. | 1982. | 1990. | 1999. | 2011. |
| ----- | ----- | ----- | ----- | ----- | ----- | ----- |
| 229   | 288   | 240   | 296   | 320   | 339   | 313   |

График промене броја становника у току последњих година